# Шаманов, Николай Павлович
Николай Павлович Шаманов (род. 1938) — учёный, инженер-кораблестроитель, специалист в области корабельной атомной энергетики, доктор технических наук, профессор.

## Биография
Родился в 1938 году. Работал в области теплофизических и гидродинамических процессов в прямоточных парогенераторах и кипящих реакторах.
В 1963 году впервые разработал математические модели нестационарных процессов в прямоточных парогенераторах. Экспериментально исследовал неустойчивые режимы работы парогенераторов и предложил алгоритмы расчетов межканальной устойчивости парогенераторов корабельных атомных энергетических установок. Результаты его разработок легли в основу методик расчетов систем обеспечения устойчивости парогенераторов на эксплуатационных режимах и использованы при разработке новых типов кораблей и судов гражданского флота.
В 1969 году впервые в СССР систематически исследовал новую схему циркуляции теплоносителя в кипящих реакторах, не требующую затрат электроэнергии. Руководил выполнением эскизных проектов корабельных моноблочных атомных энергетических установок «Бета-50», «Бета-25» и технического проекта установки «Бета-10».
В 1978 году впервые в СССР начал научно-исследовательские и опытно-конструкторские работы по созданию глубоководных подводных аппаратов с повышенной автономностью, оснащенных установками с электрохимическими генераторами; создал уникальную экспериментальную базу, позволившую проводить натурные и полунатурные испытания таких установок и аппарата в целом.
Проректор по научной работе Ленинградского кораблестроительного института. Вел преподавательскую работу: читал лекции по дозиметрии, судовым ядерным паропроизводящим установкам, судовым ядерным реакторам, основам научных исследований.
С 1975 года заведовал кафедрой специальной энергетики. Автор научных и учебно-методических пособий для студентов кораблестроительных факультетов.

## Публикации
- Шаманов Н. П. Судовые энергетические установки с непосредственным преобразованием энергии: Учеб. пособие / Ленингр. кораблестроит. ин-т. — Л., 1987. — 79 с.
- Шаманов Н. П. Основы научных исследований: Учеб. пособие. — Л., 1980. — 75 с
- Шаманов, Николай Павлович. Судовые ядерные энергетические реакторы : основы теории и расчета : учебник для вузов по специальности «Судовые силовые установки» — Ленинград : Судостроение, 1984.
- Шаманов Н. П. и др. Двухфазные струйные аппараты. — Л.: Судостроение, 1989. — 240 с., ил.
- Шаманов Н. П. и др. Судовые ядерные паропроизводящие установки. Учебник. — Л.: Судостроение, 1990. — 368 с., ил.
- Шаманов Николай Павлович. Цивилизация, энергетика, климат в XXI веке. Издательство: Издательский центр СПбГМТУ (Санкт-Петербург), 2002
- Шаманов Н. П., Андреев А. Г. Определение области возможного запуска неработающего пароводяного струйного аппарата в случае двух параллельно работающих аппаратов. // Морские интеллектуальные технологии. 2011, № 3